# Uddevalla stadsbibliotek

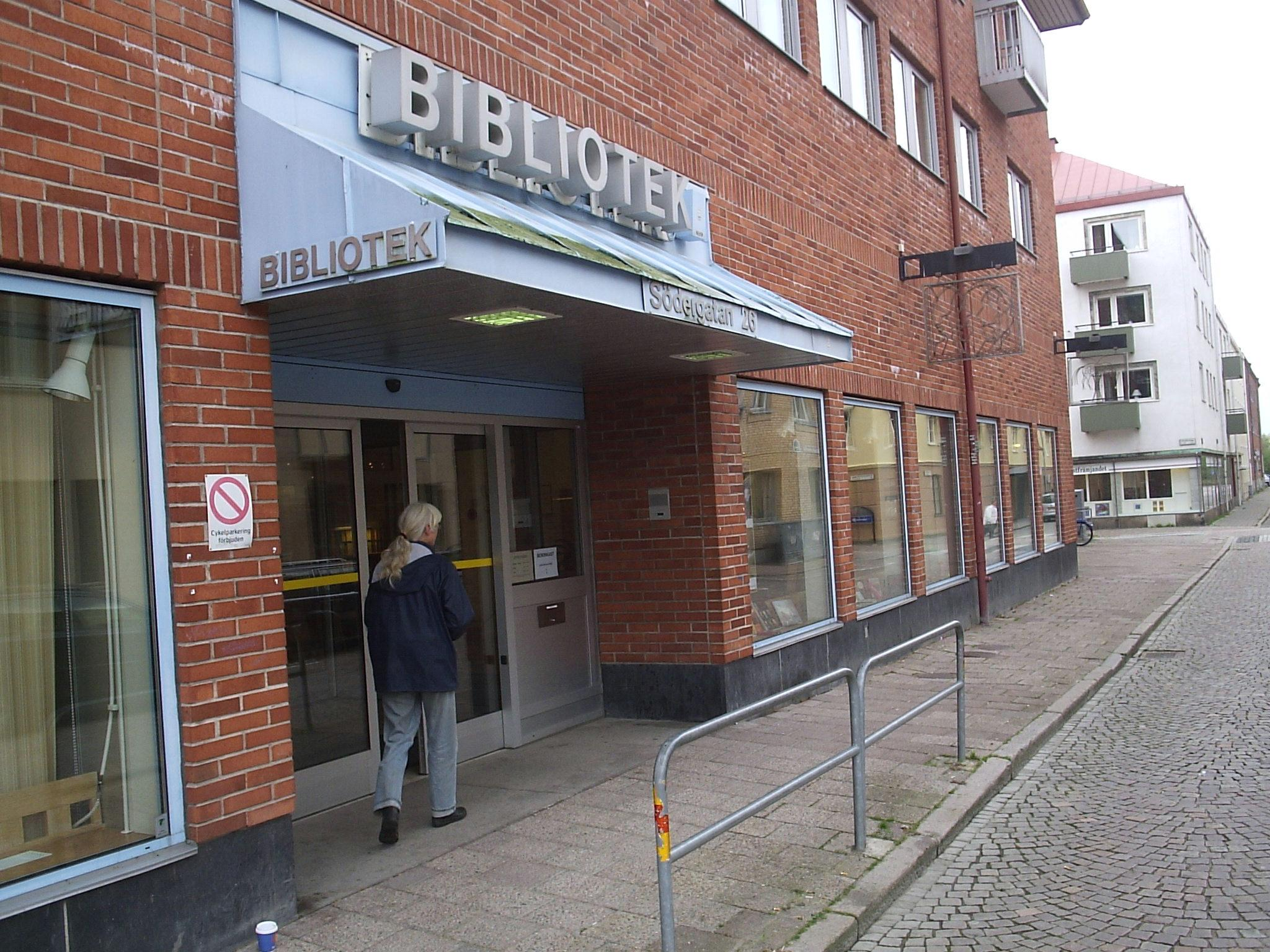

Uddevalla stadsbibliotek är ett folkbibliotek i Uddevalla kommun. Förutom stadsbiblioteket på Södergatan 26 i Uddevalla finns ett meröppet närbibliotek i Ljungskile, ett mångspråkigt närbibliotek i Dalaberg och ett bibliotek i aktivitetshuset Rampen i Herrestad. I många år tillhandahöll biblioteket också en bokbuss, men den verksamheten är sedan den 30 juni 2020 nedlagd. I anslutning till stadsbiblioteket ligger Galleri Vitt brus.

## Medier
Uddevalla stadsbibliotek använder bibliotekssystemet Book-IT och den automatiserade utlåningen och återlämningen sköts med hjälp av RFID-teknik. Bibliotekets böcker och andra medier är klassificerade enligt SAB-systemet. 
På biblioteken fanns 2017 omkring 175 000 fysiska böcker, varav omkring 65 000 för barn och unga.  Stadsbiblioteket har ett stort bestånd av litteratur om Bohuslän. 

## Verksamhet
I enlighet med bibliotekslagen arbetar biblioteket även med service som Boken kommer och talböcker i DAISY-format samt med medie- och informationskunnighet och digital kompetens. 
Biblioteket har också programverksamhet för barn och vuxna.